# Stefan Casta
Stefan Casta, född 21 oktober 1949 i Vadstena, är en svensk journalist och författare. 
Sedan många år bor Stefan Casta på en gård i Skåne. Han har arbetat som journalist först vid Norrköpings Tidningar 1969, sedan på Sveriges Radio. 
Stefan Casta har skrivit mer än 60 böcker, de flesta för barn och ungdomar och utgivna på Bokförlaget Opal. Han har böcker i de flesta kategorierna; bilderböcker, barnböcker, ungdomsböcker och faktaböcker för både barn och vuxna. I många av hans böcker spelar naturen en stor roll och han har nått stor framgång med sina faktaböcker om djur och natur för barn. 2013 tilldelades han boken Humlans herbarium (ill. av Maj Fagerberg) den prestigefylda Carl von Linné-plaketten för bästa faktabok för barn och unga. Samma år utsåg IBBY hans barnbok Huset där humlorna bor till att representera Sverige i författarkategorin i IBBY honour list.
Mellan 1999 och 2011 var han ledamot i Svenska barnboksakademien och satt på stol nummer 13. Han sitter i juryn för Litteraturpriset till Astrid Lindgrens minne (ALMA-priset).

## Priser och utmärkelser
- 1996 – Malmö FF:s kulturpris för Berättelsen om Bäverns bollklubb
- 1999 – Augustpriset för Spelar död
- 2000 – Nils Holgersson-plaketten för Spelar död
- 2001 – Die Silberne Feder för Fallet Mary-Lou
- 2002 – Astrid Lindgren-priset
- 2006 – Ilona Kohrtz stipendium för ett förtjänstfullt författarskap av Svenska Akademien
- 2011 – Barnens romanpris för Den gröna cirkeln
- 2013 – Carl von Linné-plaketten för Humlans herbarium
- 2019 – Marta Sandwall-Bergströms stipendium